# حكايات إيفا لونا (قصص قصيرة)
حكايات إيفا لونا (بالإسبانية: Cuentos de Eva Luna)‏، (بالإنجليزية: The Stories of Eva Luna)‏ هي مجموعة  قصص قصيرة للروائية التشيلية إيزابيل الليندي.

## نبذة قصيرة
تتكون هذه المجموعة من خمس عشرة قصة تحكى على لسان إيفا لونا، وتتخذ الكاتبة نسق «ألف ليلة وليلة» في سردها للقصص.